# Dr. Blan
Dr. Blan, pseudoniem van drs. ing. Cornelius Frederik Ruyter (Amsterdam, 13 september 1908 – Laren, 22 januari 2002) was een Nederlands auteur van artikels en boeken over elektronica in de jaren 1950 en 1960.

## Biografie

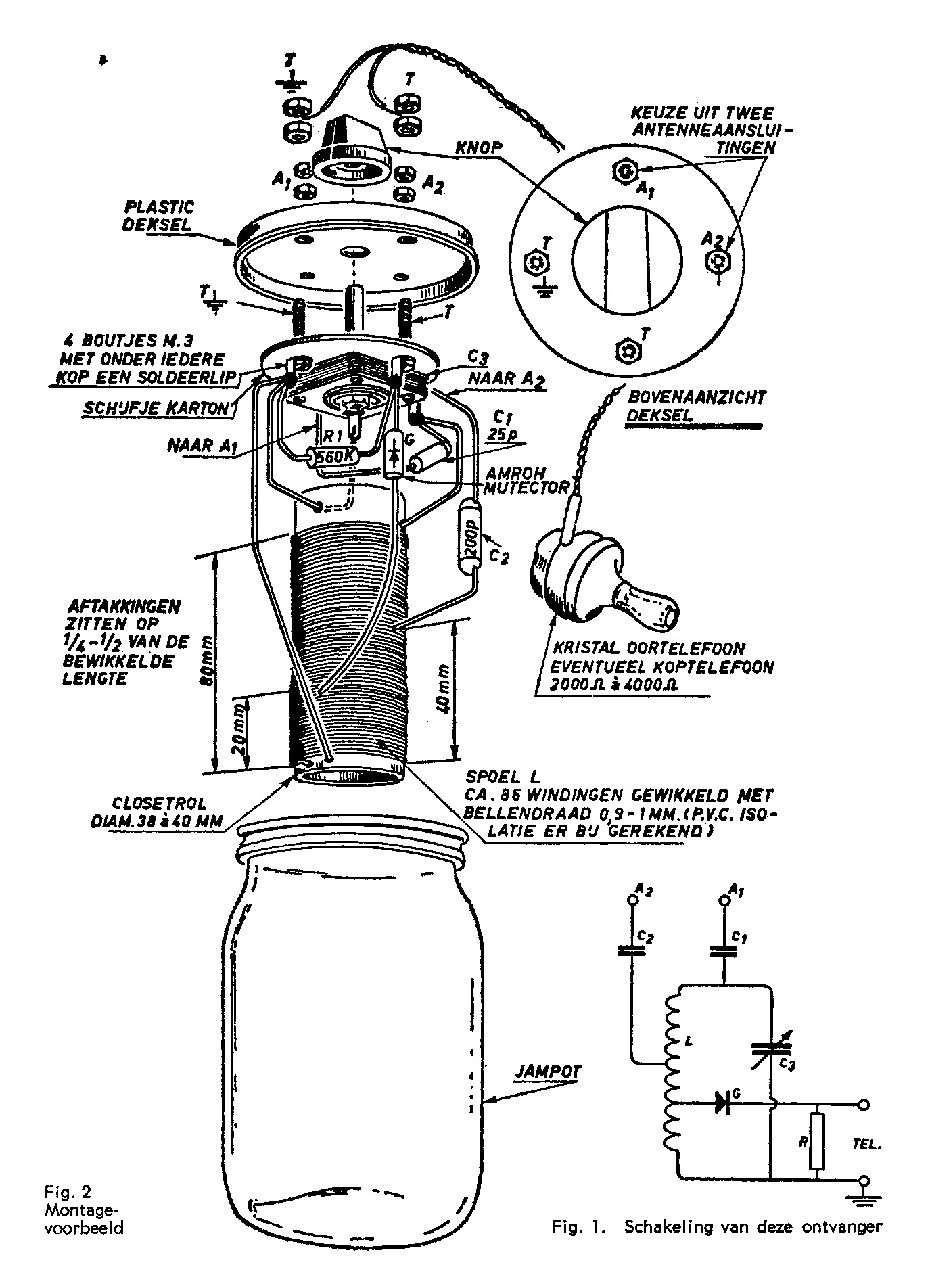
Bouwschema kristalontvanger in een jampot

Ruyter studeerde elektrotechniek te Amsterdam. Enige tijd na de Tweede Wereldoorlog begon hij voor Philips te werken. Door zijn talent om ingewikkelde problemen op te lossen en die oplossing eenvoudig te kunnen uitleggen, stuurde Philips hem vaak als adviseur naar belangrijke klanten, grote bedrijven en overheden zoals de marine. Hij haalde ook een diploma in de psychologie.
Ruyter schreef onder de schuilnaam dr. Blan om problemen met zijn werkgever Philips te vermijden. Dr. Blan was gekend van zijn artikelen in Radio Bulletin met elektronicaschema's voor radio-ontvangers, van de boeken van uitgeverij De Muiderkring, van de Dr. Blan radio- en televisiecursussen en van het blad Radio Blan, bedoeld voor de jonge elektronicahobbyïst. Hij schreef in een heldere en vlotte stijl en wist daarmee ingewikkelde technische zaken heel goed en vooral ook leuk uit te leggen. De bijhorende stripfiguur dr. Blan werd afgebeeld als een opa met een lange baard en een stofjas.
Ruyter bleef tot ver na zijn pensionering onder eigen naam schrijven (ondertekend: C.F. Ruyter) over de nieuwste ontwikkelingen in de elektronica in gespecialiseerde magazines zoals Radio Electronica en Toon & Beeld.
Boeken onder eigen naam:
- Wat doe ik met m'n bandrecorder ...?[1]
- Elektronica in de fotografie.[2]

Ruyter was lid (en later erelid) van ELPEC, de elektronica persclub in Nederland voor onafhankelijke vereniging van journalisten, pr-functionarissen en andere personen die werkzaam zijn op het gebied van publiciteit over elektronica. Hij werd ook in Duitsland gewaardeerd: de VEI, de Duitse elektronica ingenieursvereniging, benoemde hem tot erelid. 
Ruyter overleed op 93-jarige leeftijd.

## Jampotradio
Een bekend voorbeeld van een artikel van dr. Blan was zijn schema om zelf een kristalontvanger te bouwen in een jampot. In 1964 kon je voor 15 cent een blaadje kopen waarin dit beschreven stond. De totale kosten voor noodzakelijke onderdelen bedroegen iets minder dan zeven gulden. Het gebruik van een kristal-oortelefoon van een hoog impedantie-type, die de kring niet belast, maakt energie vanuit een batterij of stopcontact onnodig.
Andere gekende artikels waren de Bolknak huistelefoon (een intercom in een sigarenblikje) en de Luxa-vox, een "geheime" zender die gesprekken met je vrienden mogelijk maakte door middel van lichtstralen.